# Commodity Discovery Fund
Het Commodity Discovery Fund is een Nederlands investeringsfonds. Het fonds is gespecialiseerd in beleggingen in exploratiebedrijven die betrokken zijn bij de belangrijkste ontdekkingen van mineralen of metalen in stabiele landen over de hele wereld. Het is gevestigd in het monumentale pand de "Haringbuis" in Aerdenhout.
Het doel van het Fonds is het behalen van het hoogste rendement (in euro's) in deze volatiele markt tegen een acceptabel risiconiveau. Het Fonds belegt uitsluitend in goed gereguleerde bedrijven die genoteerd zijn aan de aandelenbeurzen in Canada, Australië of Londen. De beleggingsportefeuille omvat investeringen in een brede selectie van bedrijven die actief zijn in verschillende fasen van discovery.
Het Commodity Discovery Fund is in 2008 opgericht door een groep investeerders, waaronder journalist, boekschrijver en ondernemer Willem Middelkoop. Hij lanceerde eerst een betaalde nieuwsbrief over het onderwerp en lanceerde toen op 1 juli 2008 het fonds, toen nog het "Gold & Discovery Fund" geheten. Ondanks het feit dat een lange grondstof berenmarkt begon, groeide het aantal participaties in het fonds gestaag en passeerde het in 2021 de grens van 100 miljoen . Het beheerd vermogen gaat op en neer met de op de homepage van het fonds wekelijks ververste waarde van de participatie en bedroeg eind 2022 zo'n 110 miljoen euro. Ongeveer een derde van dit vermogen is belegd in de exploratiesector. 15% zit in mijnen die al voor winning worden ontwikkeld. De rest is geïnvesteerd in ETF's en zogenaamde Royalty/Streaming bedrijven. De laatste hebben in ruil voor het mede financieren van een nieuwe mijn recht op een deel van de opbrengst. In de eerste 14 jaar mondden meer dan 70 van de bedrijven waarin het fonds had geïnvesteerd uit in overnames door grote mijnbouwbedrijven.
Het fonds belegt voornamelijk in ontdekkingen van monetaire metalen (goud, zilver, platina) en industriële of batterij metalen (koper, nikkel, zink, lithium), waarbij de laatste een belangrijke aanjager is van de energietransitie naar hernieuwbare energie. Om ethische normen te waarborgen, belegt het fonds uitsluitend in beursgenoteerde bedrijven, voornamelijk genoteerd aan Canadese, Australische en Amerikaanse aandelenmarkten. Het Fonds gebruikt beperkt ook derivaten (alleen beursgenoteerd) als hedge om de beleggingsdoelstelling te realiseren.

## Juridisch
Juridisch gezien is het fonds een Fonds voor Gezamenlijke Rekening (FGR). Het fonds staat onder toezicht van de Autoriteit Financiële Markten (AFM) en De Nederlandsche Bank.